# 우르두어 위키백과

우르두어 위키백과의 로고

우르두어 위키백과는 우르두어로 된 위키백과로, 2004년 1월에 운영을 시작하였다.
2009년 11월 기준으로 11,500여 개의 문서가 수록되어 있다.
기호는 ur이다.

## 같이 보기
- 카슈미르어 위키백과
- 위키백과의 역사
- 위키백과 공동체